# Max Eschle
Max Eschle (* 21. August 1890 in München; † 1979 in Prien am Chiemsee) war ein deutscher Gebrauchsgrafiker.

## Leben und Karriere
Eschle studierte an der Kunstgewerbeschule München unter anderem bei Julius Diez sowie von 1911 bis 1915 an der Akademie der Bildenden Künste München. Er war zusammen mit Franz Paul Glass, Hans Ibe (Johann Baptist Maier), Otto Ottler, Tommi Parzinger und Valentin Zietara Mitglied der zweiten Gruppe von Die Sechs, einer der ersten Künstlergruppen zur Vermarktung von Werbeaufträgen, speziell Plakaten.
Von Max Eschle stammt das Plakat für die „Deutsche Gewerbeschau München 1922“.
1935 gab die Deutsche Reichspost drei von Eschle entworfene Briefmarken anlässlich der Olympischen Winterspiele in Garmisch-Partenkirchen und 1936 weitere acht Briefmarken zu den Olympischen Sommerspielen in Berlin heraus. Neben zahlreichen Plakaten für Veranstaltungen sind bekannte Werke der Sonthofener Gebirgsjäger oder das Emailleschild Hamsterin, schäme dich!, das Hamsterkäufe anprangerte. Er fertigte auch eine Reihe von Reklamemarken, wie sie vor dem Ersten Weltkrieg üblich und häufig waren, sowie diverse Ölmalereien von zumeist bayerischen oder österreichischen Landschaften, die teilweise als Postkarten gedruckt wurden.
Eschle war 1943 mit dem Ölgemälde Bäuerin im Krieg auf der Großen Deutsche Kunstausstellung in München vertreten. 1936 entwarf er das Plakat zur nationalsozialistischen Hetzpropagandaausstellung „Der Bolschewismus“, die im Deutschen Museum stattfand.